# Chris Bacon
Christopher P. Gerald „Chris” Bacon (ur. 8 października 1969) – australijski judoka i bokser. Olimpijczyk z Barcelony 1992, gdzie zajął siedemnaste miejsce w wadze średniej.
Uczestnik mistrzostw świata w 1989 i 1991. Startował w Pucharze Świata w 1992. Brązowy medalista igrzysk Wspólnoty Narodów w 1990. Mistrz Wspólnoty Narodów w 1992. Mistrz Australii w latach 1988-1994.

## Letnie Igrzyska Olimpijskie 1992
| Konkurencja | Eliminacje               | Eliminacje             | Klas. końcowa |
| Konkurencja | Przeciwnik I             | Przeciwnik II          | Miejsce       |
| ----------- | ------------------------ | ---------------------- | ------------- |
| 86 kg       | Wagner Castropil (BRA) Z | Hirotaka Okada (JPN) P | 17.           |